# Mvila
Departament Mvila – departament w Regionie Południowym w Kamerunie ze stolicą w Ebolowa. Na powierzchni 8 697 km² żyje około 163,8 tys. mieszkańców.